# Pearl Jam 1991 United States Tour
Pearl Jam 1991 United States Tour – druga trasa koncertowa zespołu Pearl Jam z 1991 r. Trwała od 10 do 21 lipca i objęła Stany Zjednoczone.

## Program koncertów
1. "Alive"
2. "Alone"
3. "Black"
4. "Breath"
5. "Deep"
6. "Even Flow"
7. "Garden"
8. "Jeremy"
9. "Oceans"
10. "Once"
11. "Porch"
12. "State of Love and Trust"
13. "Wash"
14. "Why Go"

## Lista koncertów
1. 10 lipca 1991 - Boston, Massachusetts - Avalon (artyści supportujący: The Lemonheads, Buffalo Tom, 7 League Boots, Venus Beads i Stress)
2. 12 lipca 1991 - Filadelfia, Pensylwania - JC Dobbs (otwarcie Karnawału Dusz w Filadelfii)
3. 13 lipca 1991 - Nowy Jork, Nowy Jork - The Marque Room (artyści supportujący: The Reverend Horton Threat, The Afghan Wings, Gorilla, Beasts of Bourbon i Codeine)
4. 17 lipca 1991 - Nowy Jork, Nowy Jork - Westland Preserve
5. 21 lipca 1991 - Chicago, Illinois - Cabaret Metro (artyści supportujący: Naked Raygun, Urge Overkill, Ned's Atomic Dustbin, The Jayhawks i Soul Asylum)

## Muzycy
- Eddie Vedder - wokal prowadzący
- Stone Gossard - gitara rytmiczna
- Mike McReady - gitara prowadząca
- Jeff Ament - gitara basowa
- Matt Chamberlain - perkusja